# ハトメヒト

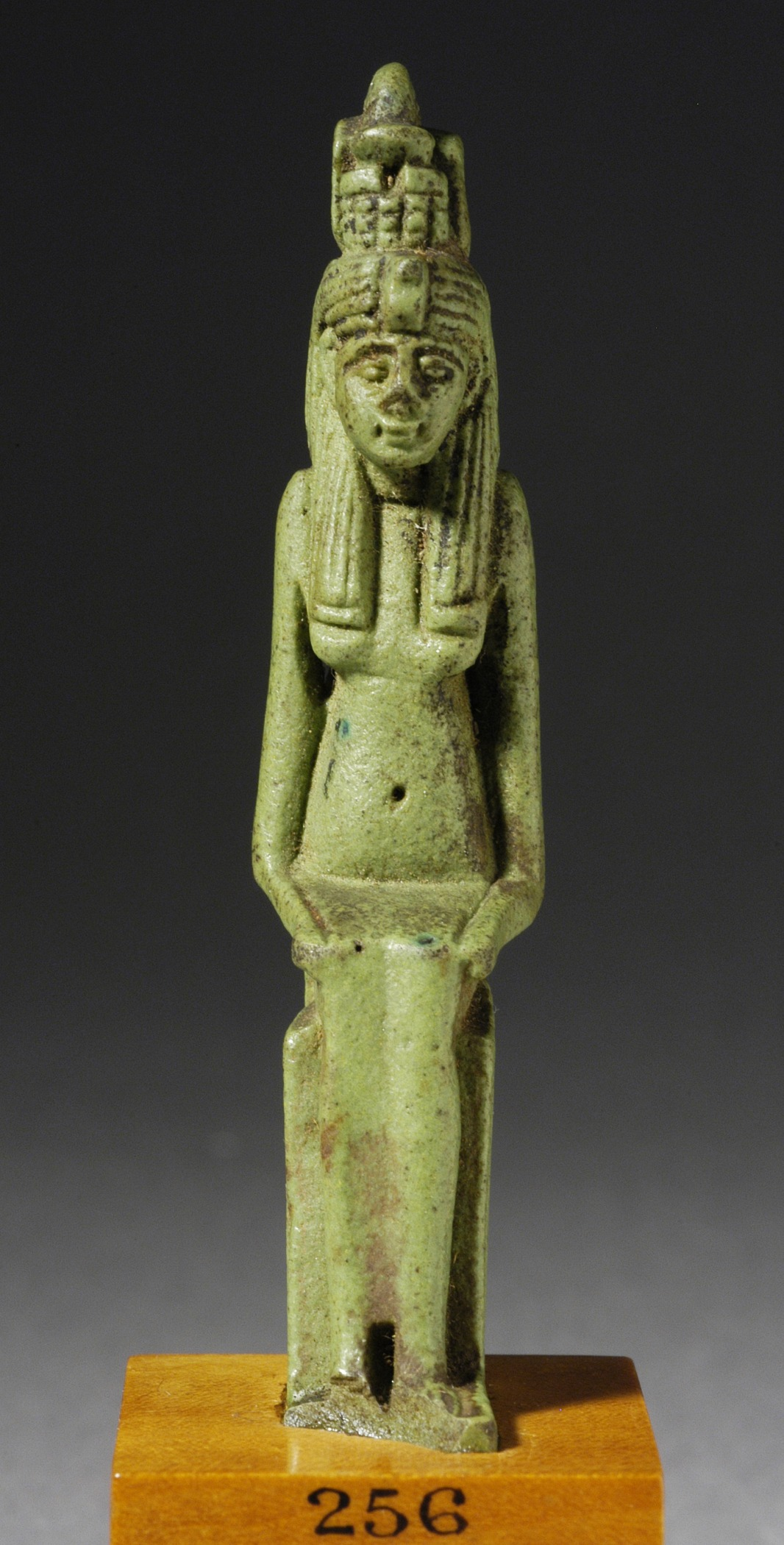
ハトメヒト, Los Angeles County Museum of Art

ハトメヒト（HatmehitまたはHatmehyt）は、古代エジプトの魚の女神。魚の姿、もしくは、魚を冠にのせた女性の姿で表される。主にナイル川デルタ地帯の町、メンデスで信仰された。

## 概説
ハトメヒトの名は、Hat=家、Mehit＝メヒト、つまり“メヒトの家”の意味とされる（女神ハトホルが“ホルスの家”とされるのと同様）。
頭の上に表現される魚の種類については諸説あり、ナマズの一種Schilbe mystus (African butter catfish)とする説や、コイ科の魚の一種Barbus bynni とする説のほか、イルカとする説もある。
メンデスの人々はオシリス信仰の隆盛に対応し、オシリスの魂（バー）を示すバネブジェドenを、ハトメヒトの夫としたとされる。さらに、ホルスがオシリスの息子であることから、ハトメヒトはホルスの母とも見なされるようになり、その結果、オシリスの妻でホルスの母であるイシスと同一視されることとなった。

## 関連事項
メヒトは牝ライオンの頭を持つ女神で、夫はアンフルen（オヌリス)とされる。（→メンヒトen参照）
ナイルパーチLates niloticusを祀ったラトポリス（“ナイルパーチの町”の意）では、ナイルパーチが女神ネイトの象徴とされた。さらに女神ネイト（又はメンヒト）の夫として、牡羊の頭を持つ男神クヌムも祀られた。